# 구황실관리위원회
구황실 관리위원회(舊皇室管理委員會) 또는 구왕궁 사무청(舊王宮事務廳) 일제가 무너지자 해방 후 구황실 및 황실의 소유 물품, 재산을 관리하는 이왕직 대신 할 수 있는 후속기관으로 조직되었다. 이달용(李達鎔), 이규용(李逵鎔), 윤홍섭(尹弘燮), 김익동(金益東) 등과 황실 종친들이 주측이 되어 만들어진 인시 단체이며 1945년 8월 16일 조직되어 1945년 11월 8일 폐지되었다. 현 문화재청 모태가 되는 구황실사무청의 전신이라 할 수 있다.

## 같이 보기
- 구황실재산사무총국